# Canaan (Maine)
Canaan város az USA Maine államában, Somerset megyében. Lakosainak száma 2193 fő (2020. április 1.).

## Népesség
A település népességének változása:

| 2010 | 2 275 |
| 2020 | 2 193 |